# V Congresso del Partito del Lavoro di Corea
Il V Congresso del Partito del Lavoro di Corea si tenne a Pyongyang, capitale della Corea del Nord, dal 2 al 13 novembre 1970.
Il Congresso è l'organo più alto del partito, e solitamente si tiene ogni quattro anni. A quella data il partito contava circa 1,6 milioni di iscritti, ossia il 13% della popolazione nordcoreana, e 1 734 delegati furono eletti per rappresentarli al Congresso. Durante il Congresso, Kim Il-sung fece un rapporto istituendo le "tre rivoluzioni" (ideologica, tecnologica e culturale) e il piano sessennale che durò dal 1971 al 1976.
Il Quinto Comitato Centrale tenne diciannove sessioni plenarie dal 1970 al 1980. Il Primo Plenum il 13 novembre 1970 riconfermò Kim Il-sung come Segretario Generale ed elesse un Comitato Politico di 15 membri ed una Segreteria di 9 membri. L'Ottavo Plenum, nel febbraio 1974, designò Kim Jong-il come successore di Kim Il-sung.